# هلند آمریکا لاین
هلند آمریکا لاین (انگلیسی: Holland America Line) شرکت کشتیرانی گردشی آمریکایی است، که در سال ۱۸۷۳ تأسیس شد و هم‌اکنون زیرمجموعه‌ای از شرکت کارنوال کورپوریشن می‌باشد.
هلند آمریکا لاین بزرگ‌ترین شرکت کروز در جهان است و مقر آن در شهر سیاتل آمریکا واقع شده‌است. هلند-آمریکا لاین در اصل یک شرکت هلندی بود که ارتباط کشتیرانی بین هلند و ایالات متحده را حفظ می‌کرد. پایگاه اصلی این شرکت بندر روتردام بود. در سال ۱۹۸۹ این شرکت توسط امریکن کارنوال کورپوریشن تصاحب شد.
این شرکت در ۲۵ سال اول فعالیت خود ۴۰۰ هزار نفر را از اروپا به قاره آمریکا برد. پس از آن سایر بنادر آمریکای شمالی در اوایل قرن بیستم به حوزه فعالیت این شرکت اضافه شدند.